# .ro
.ro is de internettopleveldomeinlandcode van Roemenië. Het wordt beheerd door de R&D. In mei 2004 waren er 64.000 domeinen onder .ro geregistreerd. .ro werd geregistreerd in 1993.

## Subdomeinen
- .co.ro
- .ne.ro
- .or.ro
- .sa.ro
- .srl.ro

Hieronder zijn nog meer subdomeinen.